# Orthetrum cancellatum
Orthétrum réticulé
Espèce
Statut de conservation UICN

 LC  : Préoccupation mineure
Orthetrum cancellatum, l'orthétrum réticulé ou orthètre réticulé, est une espèce de libellules eurasiatiques (atteint le Cachemire et la Mongolie) de la famille des libellulidés relativement fréquente sur le territoire français.

## Description
Les immatures mâles et femelles sont de couleurs semblables : face jaune et yeux jaune brun, avant du thorax brun marqué de noir, les flancs du thorax jaunes avec deux lignes noires, l'abdomen jaune avec deux bandes noires (d'où le nom commun d'orthétrum réticulé), délimitant des lunules sur les côtés des segments.

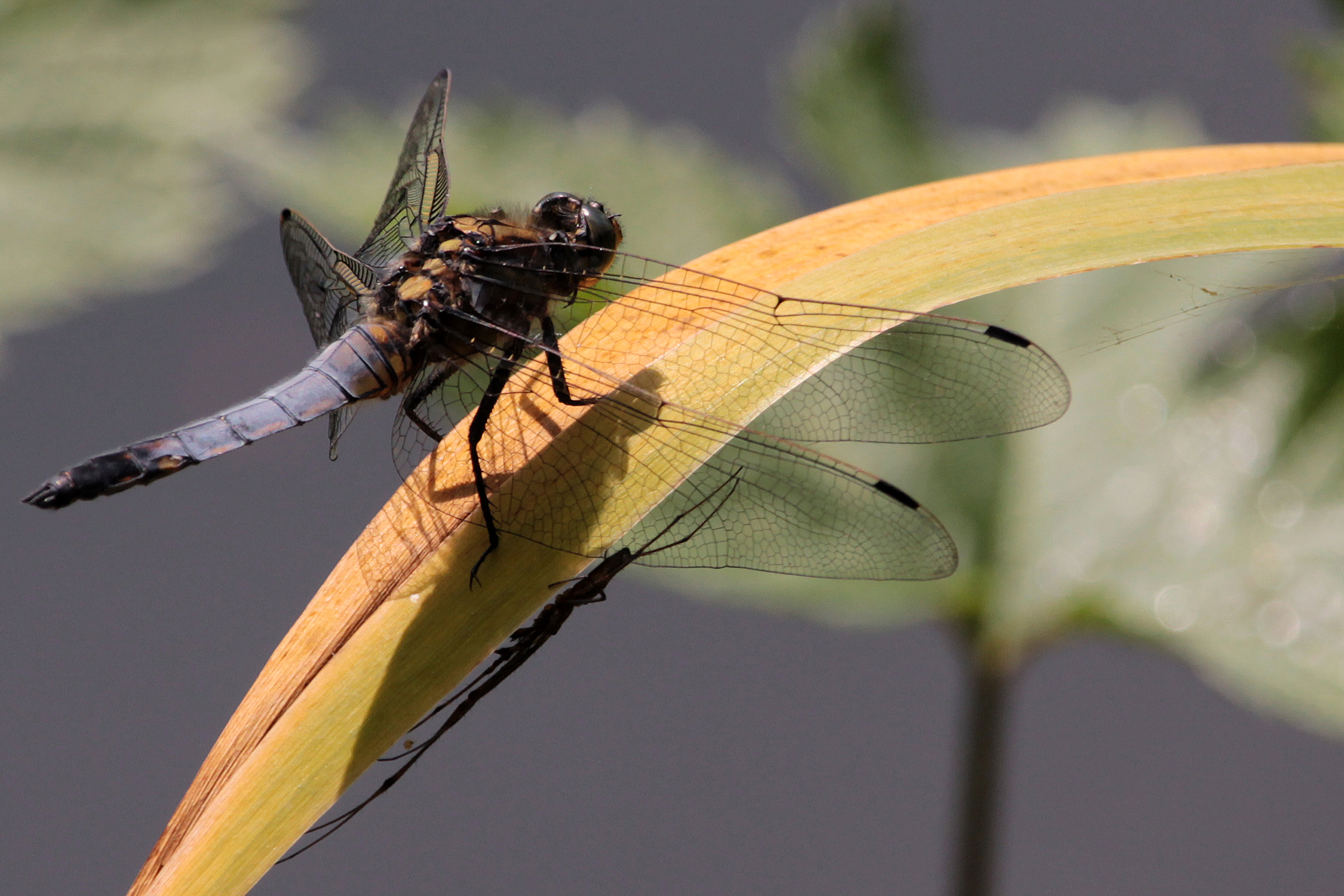
Orthétrum réticulé - mâle.
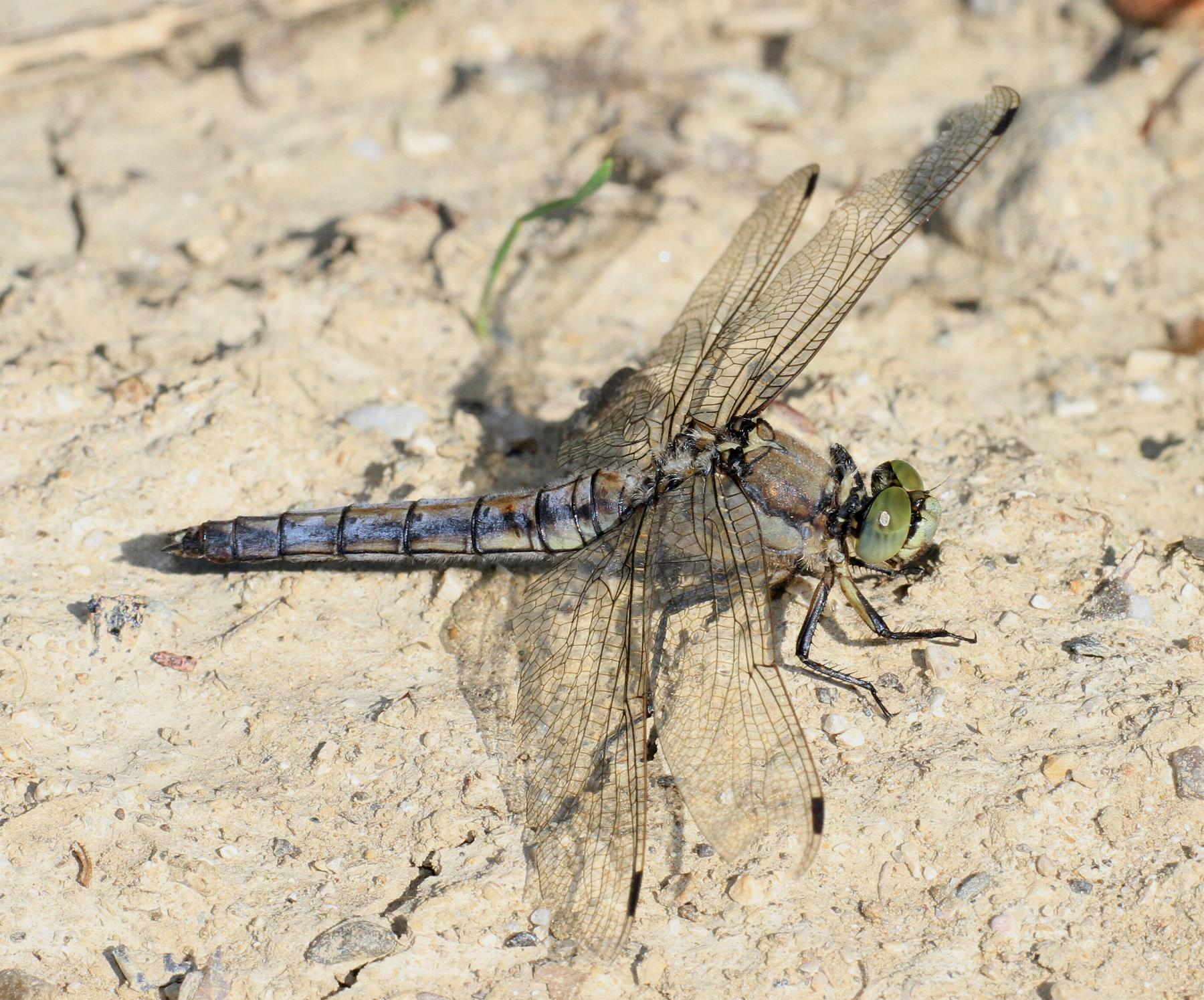
Orthétrum réticulé - vieille femelle avec pruinosité.
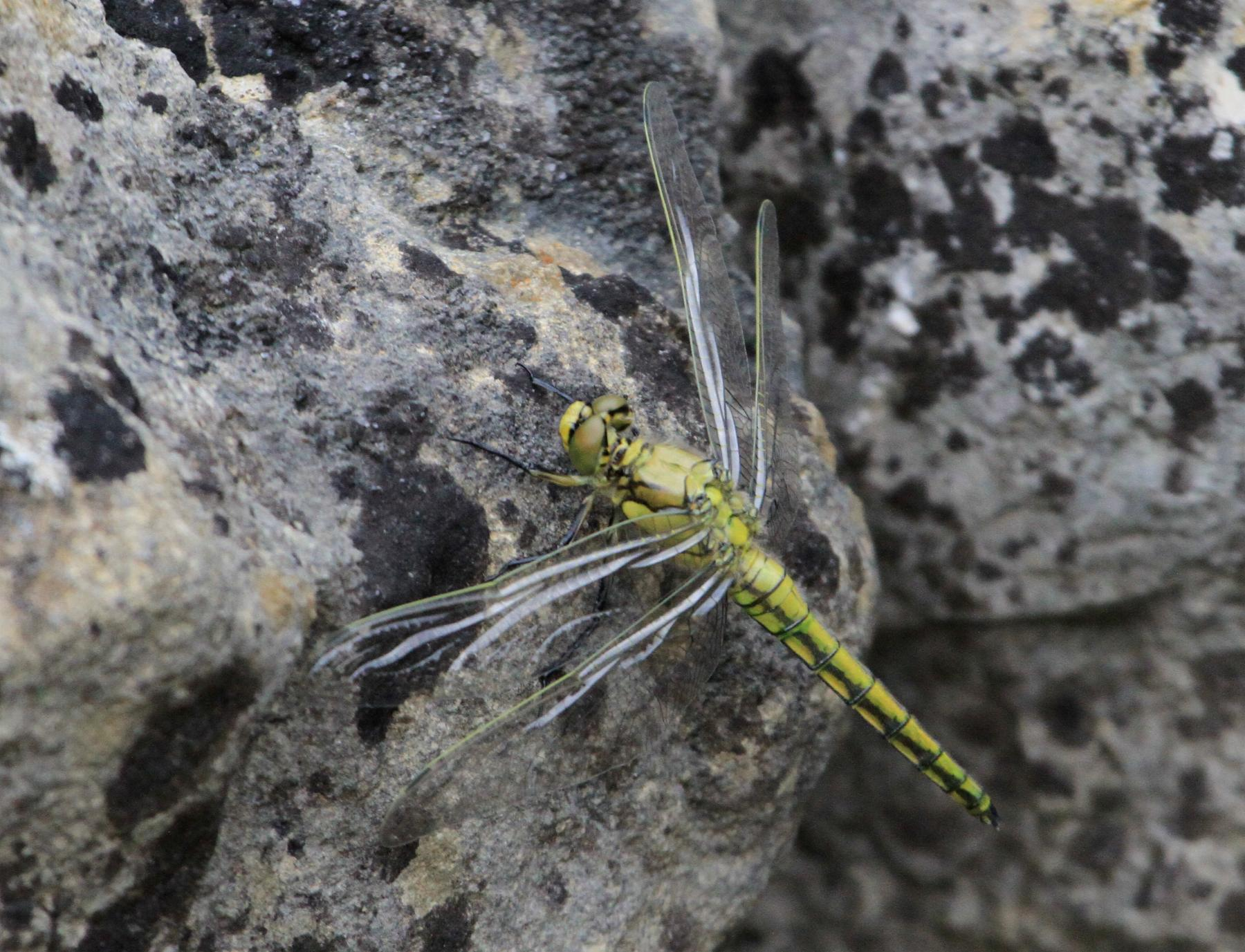
Orthetrum cancellatum - mâle fraîchement émergé ; la couleur verte provient de l'hémolymphe.
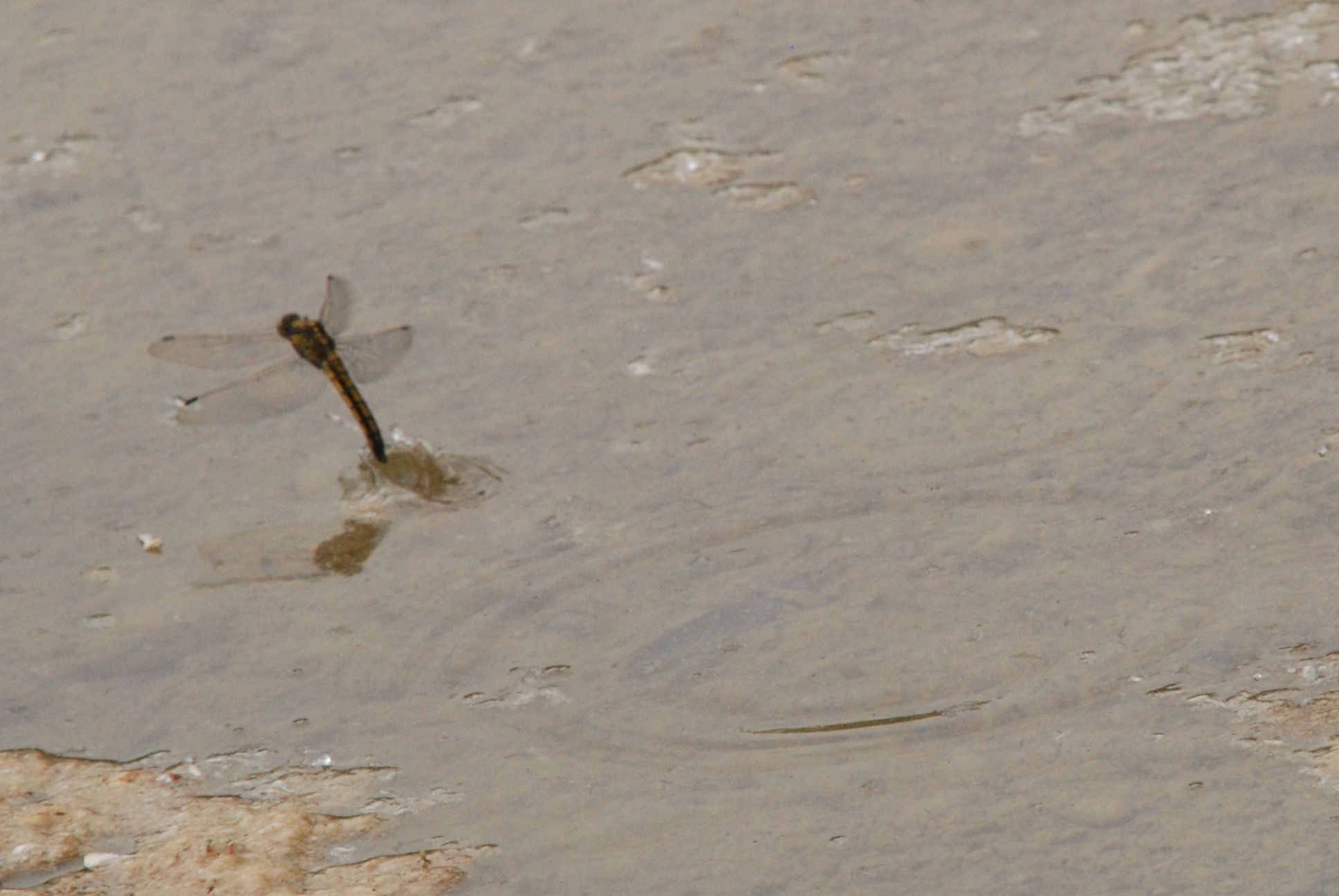
Orthetrum cancellatum - femelle en train de pondre.
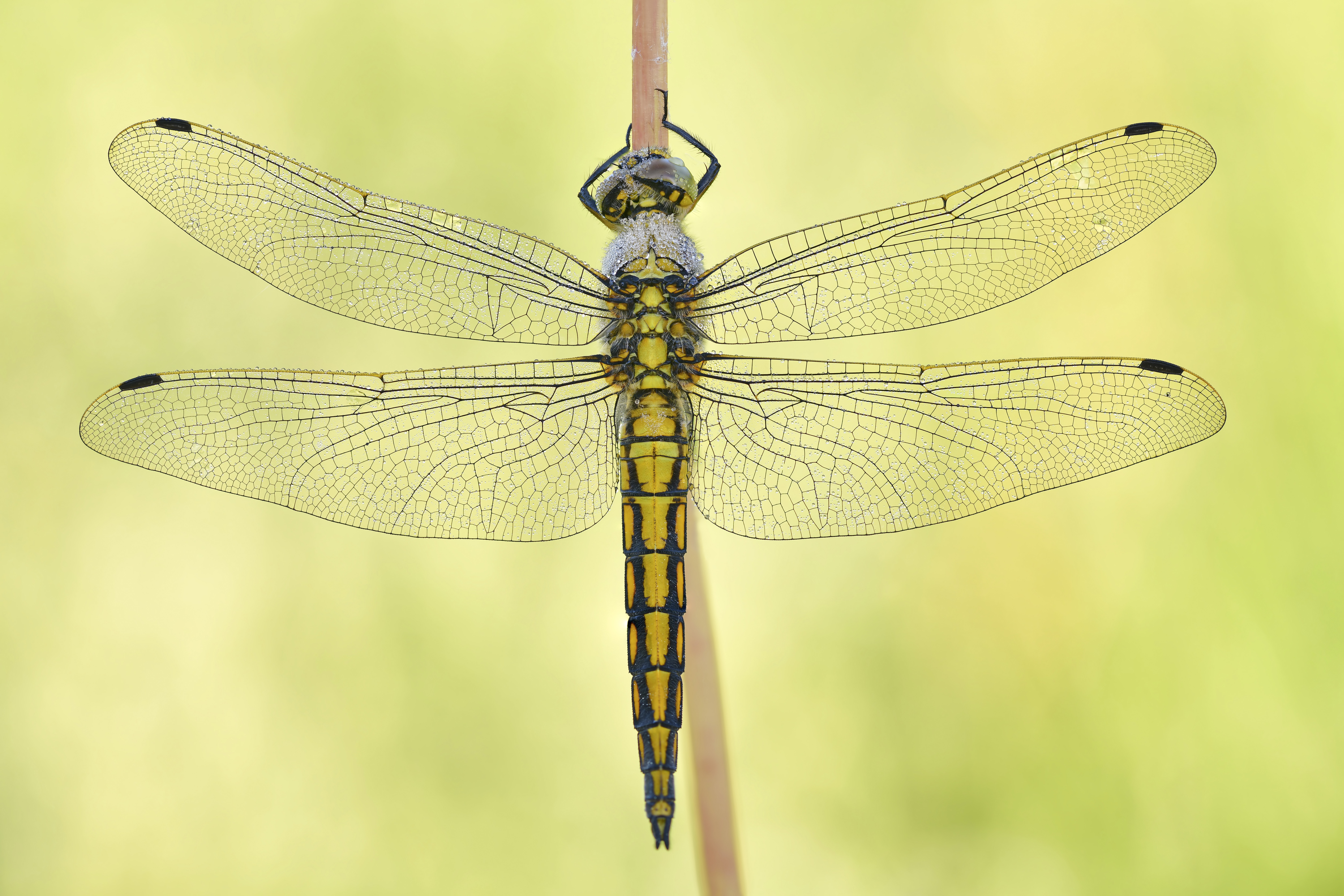
Une femelle Orthetrum cancellatum en Allemagne.
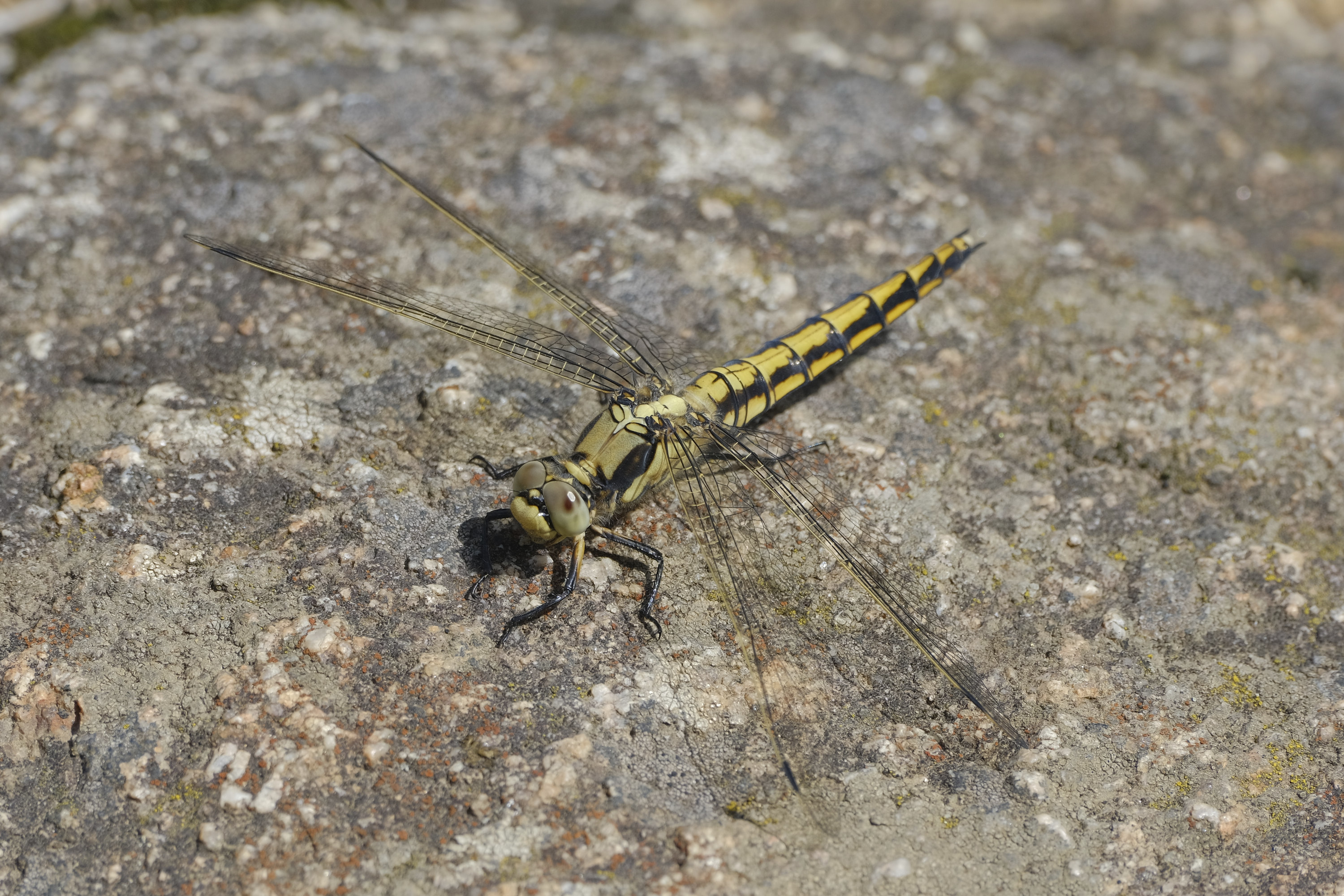
Orthetrum cancellatum dans le parc national de Bourabay, Kazakhstan.

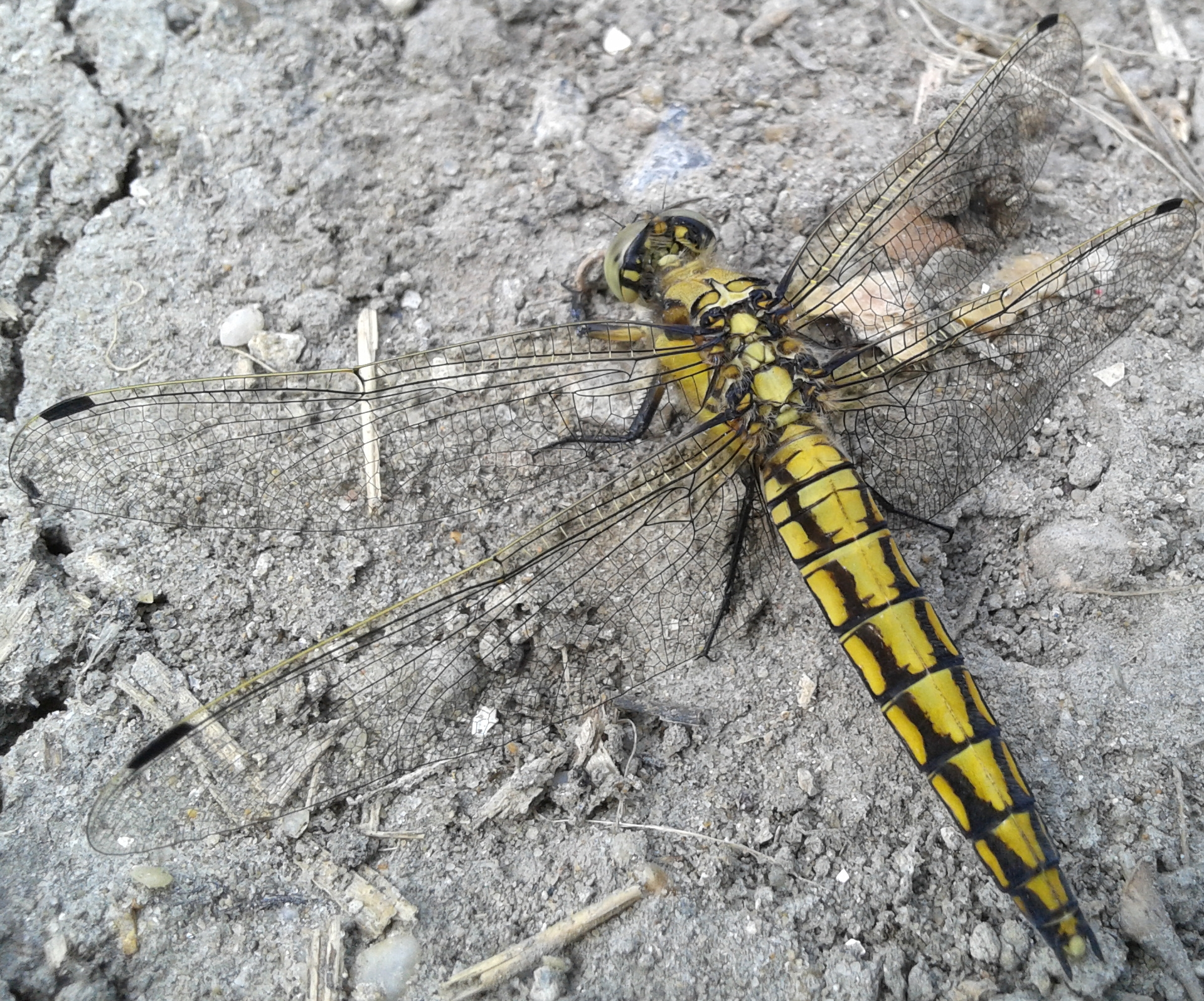
À un stade plus avancé, les marques noires se distinguent davantage.

Une fois adulte, le mâle a la face sombre au front un peu gris, avec les yeux verts, le thorax est plutôt brun et l'abdomen est recouvert de pruine bleue avec les derniers segments noirâtres (la limite est floue entre les deux couleurs). Les lunules jaunes sont les dernières à se recouvrir de pruine et restent assez longtemps visibles sur quelques segments les plus proches du thorax.
La femelle adulte change peu de couleurs, le jaune tirant un peu sur le brun et les yeux devenant verdâtres. Cependant certaines très vieilles femelles développent une légère pruine gris bleu sur l'abdomen.
Mâles et femelles ont la veine costale (le bord d'attaque de l'aile) jaune et les ptérostigmas courts et noirs. Les ailes sont hyalines. Les appendices anaux sont noirs.
Ils se posent souvent et assez longtemps s'ils ne sont pas dérangés, les ailes un peu rabattues vers l'avant, mais ils sont farouches et volent rapidement.
La femelle pond seule en frappant l'eau rapidement, en volant sans faire de surplace.

## Habitat
Eaux stagnantes ou courantes, douces ou saumâtres. Ils apprécient les grèves pas trop pentues avec peu de végétation et une faible densité de roseaux dans l'eau. Les larves, assez velues, se développent aux endroits peu profonds des fonds sablonneux ou vaseux mais ne s'enfoncent guère.